# هبات الأسكندرية

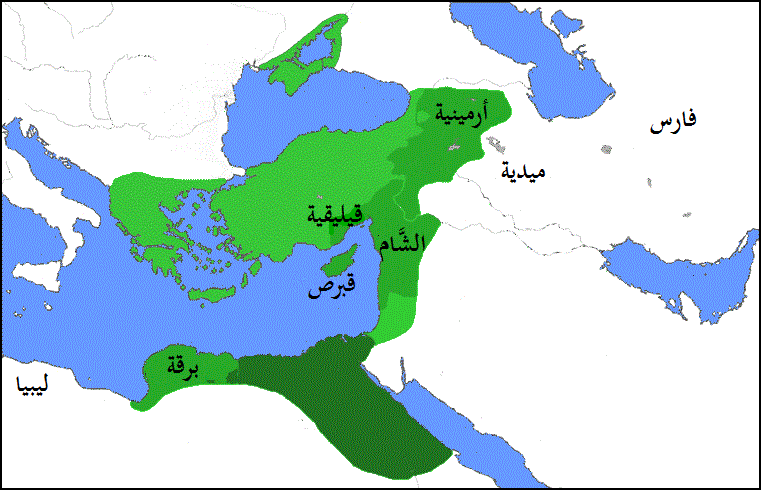
خريطة الهبات السكندرية التي توضح البلاد اللتي أهداها أنطوني لكليوباترا وأبنائها.

هبات الإسكندرية او تبرعات الأسكندرية (وقعت في خريف 34 قبل الميلاد) كانت عملاً سياسيًا لكليوباترا السابعة ومارك أنطونيو، حيث وزعا الأراضي التي كانت تحت سيطرة كل من روما وبارثيا على أبناء كليوباترا ومنحوهم العديد من الألقاب، خاصة لقيصريون ابن يوليوس قيصر. كان هذا هو الثاني من تبرعين من هذا القبيل، حيث أقيم حفل تبرع مماثل قبل ذلك بعامين في أنطاكية عام 36 قبل الميلاد، وفي ذلك الوقت تمتعت التبرعات بموافقة أوكتافيان الكاملة على إستراتيجية أنطوني للسيطرة على الشرق من خلال استغلال النسب السلوقي الملكي الفريد لكليوباترا في الأراضي المتبرع بها. في نهاية المطاف، تسببت التبرعات (في عام 34 قبل الميلاد) في قطيعة قاتلة في علاقات أنطوني مع روما وكانت أحد أسباب الحرب الأخيرة للجمهورية الرومانية.

## خلفية تاريخية
جاءت التبرعات في أعقاب فشل حملة أنطوني العسكرية في بارثيا. حاول أنطوني تسليط الضوء على نجاحه العسكري ضد أرمينيا والتقليل من أهمية هزيمته على يد بارثيا من خلال تنظيم مهرجان يحاكي الانتصار الروماني للاحتفال بانتصاره على الزعيم الأرمني أرتافاسديس، الذي وضع داخل قفص وعُرض في مدينة الإسكندرية. ثم أقام أنطونيوس مأدبة عامة ارتدى فيها زي الإله ديونيسوس. أُحضرت العائلة المالكة الأرمنية الأسيرة أمام كليوباترا السابعة ليسجدوا، لكنهم رفضوا القيام بذلك، مما أثار غضبها.

## الهبات
وفي ختام الاحتفالات، دُعي سكان المدينة بأكملها للتجمع في صالة الألعاب الرياضية بالإسكندرية، حيث جلس أنطوني وكليوباترا وهما يرتديان زي ديونيسوس-أوزوريس وإيزيس-أفروديت على عروش ذهبية. تم تصوير قيصرون على أنه حورس (ابن إيزيس). وارتدى الاطفال أيضًا ملابس العوالم التي كانوا سيحكمونها. أكد أنتوني رسميًا خلال هذا الحدث أن كليوباترا هي ملكة مصر وقبرص وليبيا ووسط سوريا.
شملت التبرعات ما يلي:
- تم تسمية ألكسندر هيليوس ملكًا على أرمينيا وميديا وبارثيا.
- وحصلت توأمه كليوباترا سيليني الثانية على برقة وليبيا.
- حصل بطليموس فيلادلفوس الشاب على سوريا وفينيقيا وقيليقية.
- أُعلنت كليوباترا ملكة الملوك وملكة مصر، لتحكم مع قيصريون (المعروف يبطليموس الخامس عشر قيصر، ابن يوليوس قيصر)
- أُعلن قيصريون ابنًا ليوليوس قيصر، ومنح لقب ملك الملوك وملك مصر؛ وإعلن قيصريون الوريث الشرعي ليوليوس قيصر، على الرغم من حقيقة أن قيصر نفسه قد أوصى بالحكم لأوكتافيان (المعروف فيما بعد باسم أغسطس قيصر) في وصيته وترك له معظم ثروته.

## النتائج
أرسل أنطوني إعلانًا عن التبرعات إلى روما، على أمل أن يوافق عليها مجلس الشيوخ، لكن طلبه قوبل بالرفض. تعرض موقف أوكتافيان السياسي للتهديد حين اعترف بقيصريون كوريث شرعي لقيصر. كانت قاعدة قوة أوكتافيان هي علاقته بقيصر من خلال التبني، مما منحه الشعبية التي كان في أمس الحاجة إليها وولاء الجحافل. وردا على ذلك كثف أوكتافيان هجماته الشخصية على مارك أنتوني وكليوباترا، وانتهت فترة الحكم الثلاثي الثاني في اليوم الأخير من عام 33 قبل الميلاد، ولم يتم تجديده. وهكذا بدأت الحرب الأخيرة للجمهورية الرومانية، وكان انتصار أوكتافيان إيذانا ببدء العصر الإمبراطوري.